# Andrei Wladimirowitsch Filitschkin
Andrei Wladimirowitsch Filitschkin (russisch Андрей Владимирович Филичкин, englisch Andrey Vladimirovich Filichkin; * 17. Januar 1975 in Jelisowo, Sowjetunion) ist ein ehemaliger russischer Skirennläufer.

## Karriere
Filitschkin gehörte in den späten 1990er und frühen 2000ern zu den besten russischen Skirennläufern. Er feierte sein internationales Renndebüt bei den Juniorenweltmeisterschaften 1993 in Monte Campione bzw. Colere, wobei er mit dem 16. Platz in der Abfahrt seine beste Platzierung erreichte.
Im darauffolgenden Jahr wurde er hinter dem Franzosen Benjamin Melquiond Vizejuniorenweltmeister im Super-G, in der Abfahrt verpasste er als Vierter nur knapp eine weitere Medaille. Kurz zuvor hatte Filitschkin erstmals an Olympischen Winterspielen teilgenommen. Bei den Wettkämpfen in Lillehammer hatte er sein bestes Ergebnis ebenfalls im Super-G erreicht, er wurde 30.
In den darauffolgenden Jahren startete Filitschkin vermehrt im Europacup, wobei ihm auf Anhieb Platzierungen in den Punkterängen gelang. In der Europacupsaison 1994/95 belegte er gemeinsam mit Rainer Salzgeber den dritten Platz in der Abfahrtswertung.
Am 15. März 1995 gab Filitschkin bei Weltcupfinale in Bormio sein Debüt, wobei er als 23. die Punkteränge klar verpasste. Wenig später sicherte er sich seine ersten russischen Meistertitel.
Bereits zu Beginn der Weltcupsaison 1995/96 konnte Filitschkin mit Rang 27 in der Abfahrt von Vail seine ersten Punkte gewinnen. Am 12. Dezember 1995 folgte mir Rang 2 im Super-G von Obereggen seine erste Podestplatzierung im Europacup.
Im selben Jahr nahm Filitschkin an seinen ersten Alpinen Skiweltmeisterschaften teil. Seine beste Platzierung war dabei der 15. Rang im Super-G.
Seine beste Platzierung im Weltcup erzielte er am 5. Februar 1996 beim Super-G von Garmisch-Partenkirchen mit Platz 9.
In den darauffolgenden Jahren gelangen Filitschkin nur noch vereinzelt absolute Spitzenplatzierungen im Weltcup. Er startete vermehrt bei FIS-Rennen in Russland, wo er insgesamt 34 Siege feierte. 2002 erzielte er mit Rang 14 in der Kombination bei den Olympischen Winterspielen in Salt Lake City sein bestes Ergebnis bei einem internationalen Großereignis.
Sein letztes internationales Rennen bestritt Filitschkin am 11. April 2006, danach trat er als Rennläufer nicht mehr in Erscheinung.

## Erfolge

### Olympische Winterspiele
- Lillehammer 1994: 30. Super-G, 37. Abfahrt, DNF Riesenslalom, DNF Alpine Kombination
- Nagano 1998: 18. Abfahrt, 21. Super-G, DNF Riesenslalom
- Salt Lake City 2002: 14. Alpine Kombination, 41. Abfahrt

### Weltmeisterschaften
- Sierra Nevada 1996: 15. Super-G, 23. Alpine Kombination, 34. Abfahrt, DSQ Riesenslalom
- Sestriere 1997: 15. Super-G, 30. Abfahrt, DNF Riesenslalom
- Vail/Beaver Creek 1999: 31. Super-G, DNF Abfahrt, DNF Riesenslalom
- St. Anton 2001: 25. Abfahrt, DNF Super-G, DNF Riesenslalom

### Weltcup
- Eine Platzierung unter den besten 10

### Juniorenweltmeisterschaften
- Monte Campione/Colere 1993: 16. Abfahrt, 37. Super-G
- Lake Placid 1994: 2. Super-G, 4. Abfahrt

### Europacup
- 4 Podestplätze

### Nor-Am Cup
- 2 Platzierungen unter den besten 5, davon ein Podestplatz

### Weitere Erfolge
- 34 Siege bei FIS-Rennen
- Russischer Meister in der Abfahrt (1997, 1998)
- Russischer Meister im Super-G (1995, 1996, 1997, 1998)
- Russischer Meister im Riesenslalom (1995, 1998, 1999, 2003)
- Russischer Meister im Slalom (1995, 1996)
- Russischer Vizemeister in der Abfahrt (1999, 2000)
- Russischer Vizemeister im Super-G (2005)
- Russischer Vizemeister im Riesenslalom (1996, 1997, 2000, 2001, 2002, 2005)
- Russischer Vizemeister im Slalom (1997, 1998)
- Bronze bei den russischen Meisterschaften in der Abfahrt (1996)
- Bronze bei den russischen Meisterschaften im Super-G (2000)
- Bronze bei den russischen Meisterschaften im Slalom (2003)